# Vadinienses

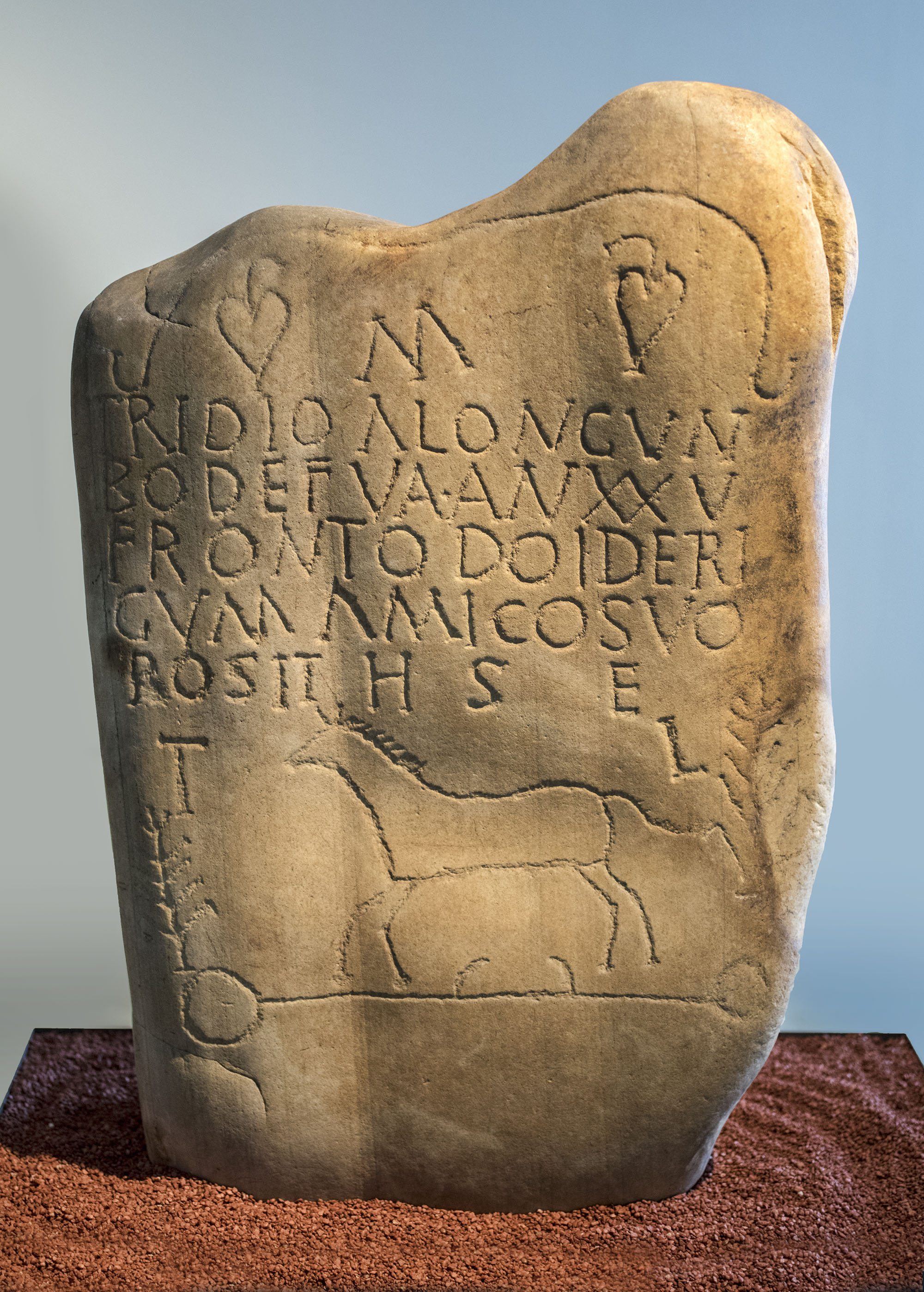
Estela funerária Vadiniense.

Vadinienses foram uma tribo cantábrica que vivia na cordilheira cantábrica, ocupando as terras hoje pertencentes às bacias dos rio Sela e Ponga nas Astúrias e talvez nas dos rios Esla e Poma, em Leão.